# Дуб черепицевий
Дуб черепицевий (Quercus imbricaria) — вид рослин з родини букових (Fagaceae); поширений у центрально-східній частині США.

## Опис
Це листопадне дерево середнього розміру, яке зазвичай досягає 20 м у зрілості. Крона спочатку у формі піраміди, стаючи округлою. Кора чорнувата, гладка, стає пурпурно-сірою, з широкими, глибокими борознами. Листки довгасті, цілісні, не зубчасті, 7.5–15 × 2–5 см; основа ослаблена; верхівка загострена, що закінчується дрібним зубом; край трохи хвилястий; верх темно-зелений; низ блідіший і запушений; ніжка 1–1.5 см. Період цвітіння: квітень — травень. Жолуді дворічні; горіх від яйцюватого до майже кулястого, 9–18 × 10–18 мм, часто поперечносмугастий; чашечка глибиною 5–9 мм × 10–18 мм завширшки, охоплює від 1/3 до 1/2 горіха, з м'якими, що перекриваються, волохатими лусочками. 2n = 24.

## Поширення й екологія
Поширений у центрально-східній частині США (Массачусетс, Нью-Джерсі, Нью-Йорк, Луїзіана, Північна Кароліна, Індіана, Огайо, Кентуккі, Пенсильванія, Іллінойс, Канзас, Коннектикут, Міссісіпі, Алабама, Вірджинія, Мічиган, Західна Вірджинія, Арканзас, Теннессі, Делавер, Міссурі, Айова, округ Колумбія).
Населяє від помірно сухих до помірно вологих схили й височини, іноді росте в ярах і днищах; зростає на висотах 100–700 м.

## Використання
Деревина не часто використовується як комерційний пиломатеріал, хоча ранні поселенці регіону часто використовували його проти оперізувального лишаю.

## Загрози
Загрозою є грибок. Основною загрозою для Q. imbricaria є зміна клімату.

## Галерея

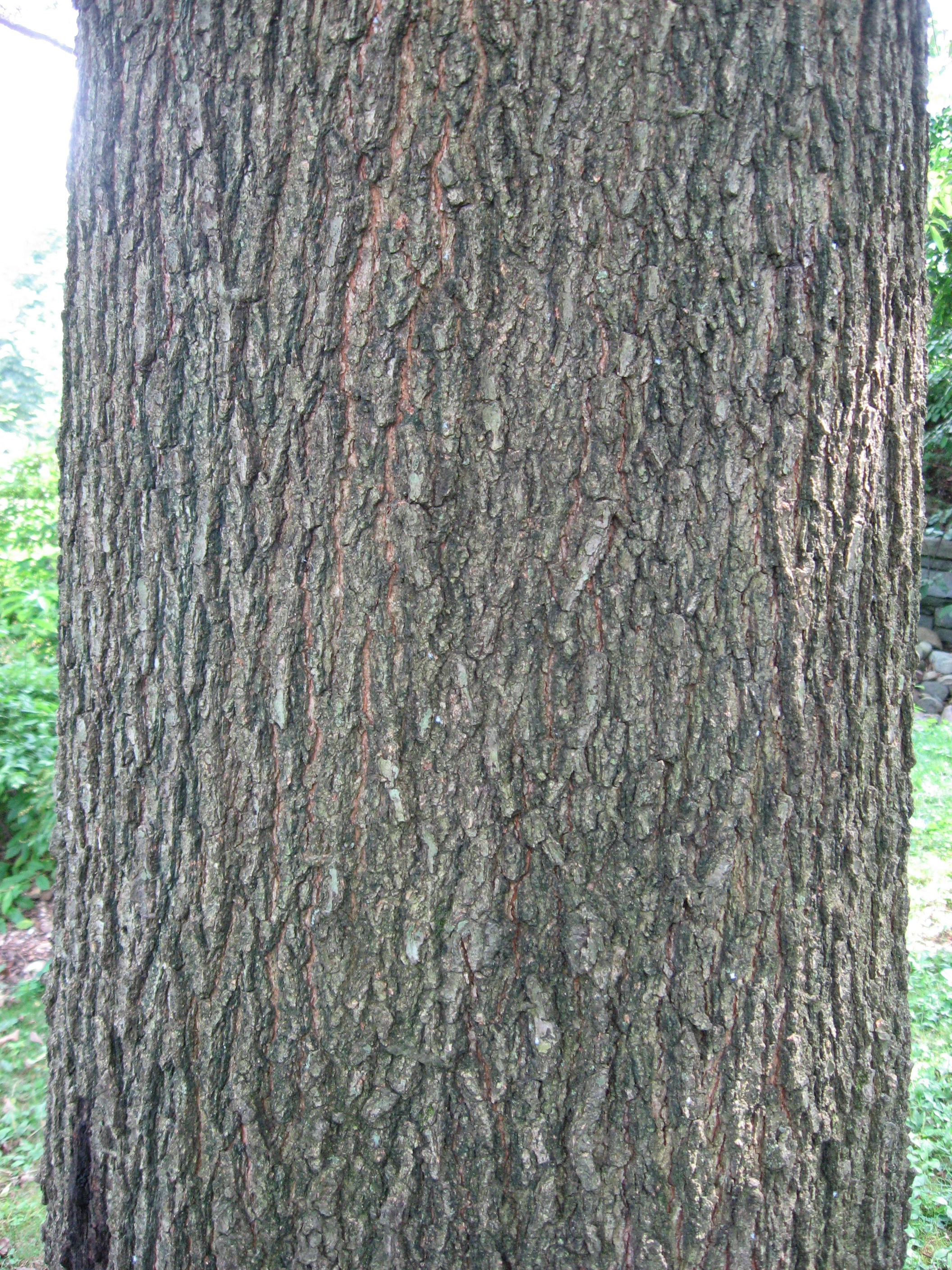
стовбур
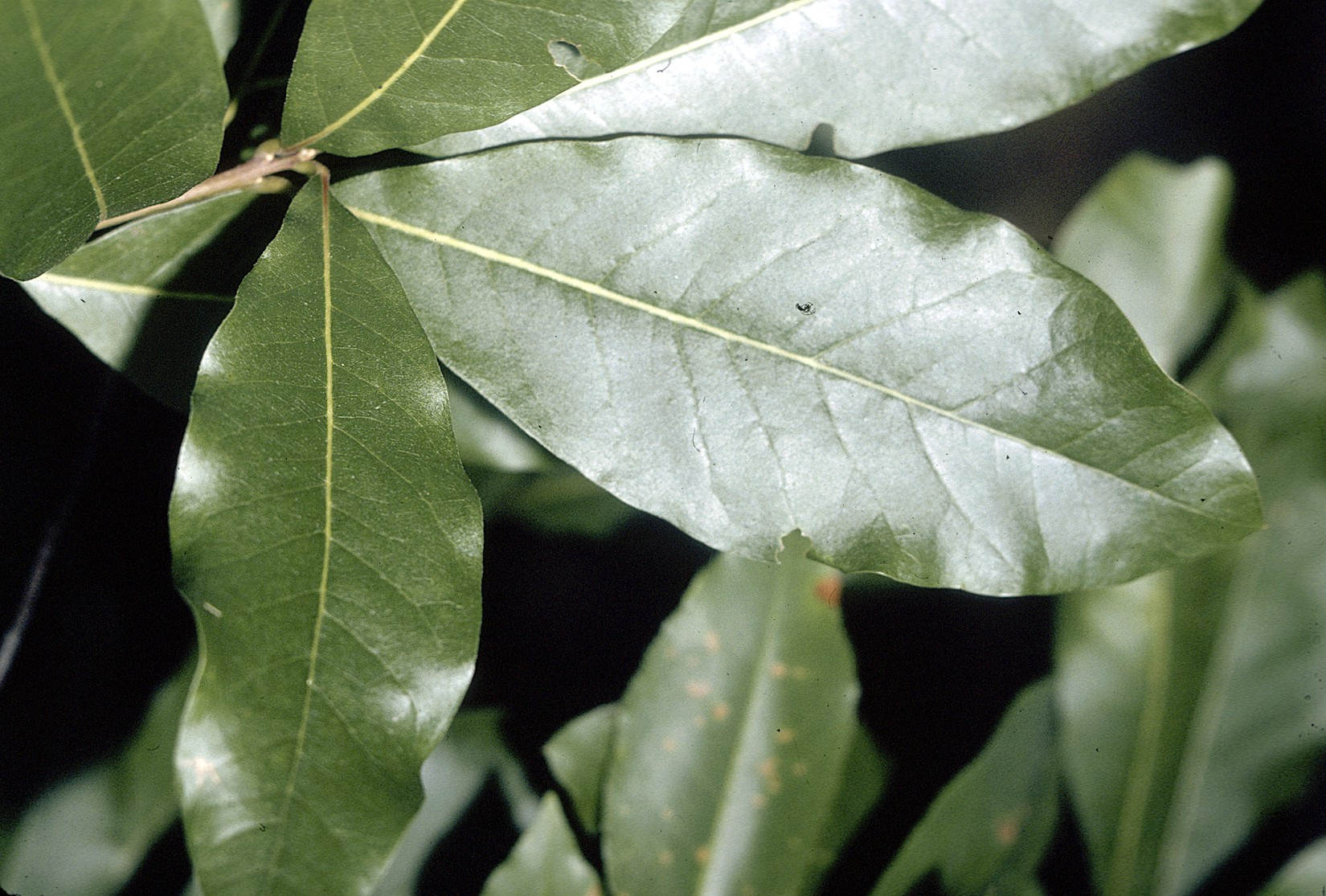
листки
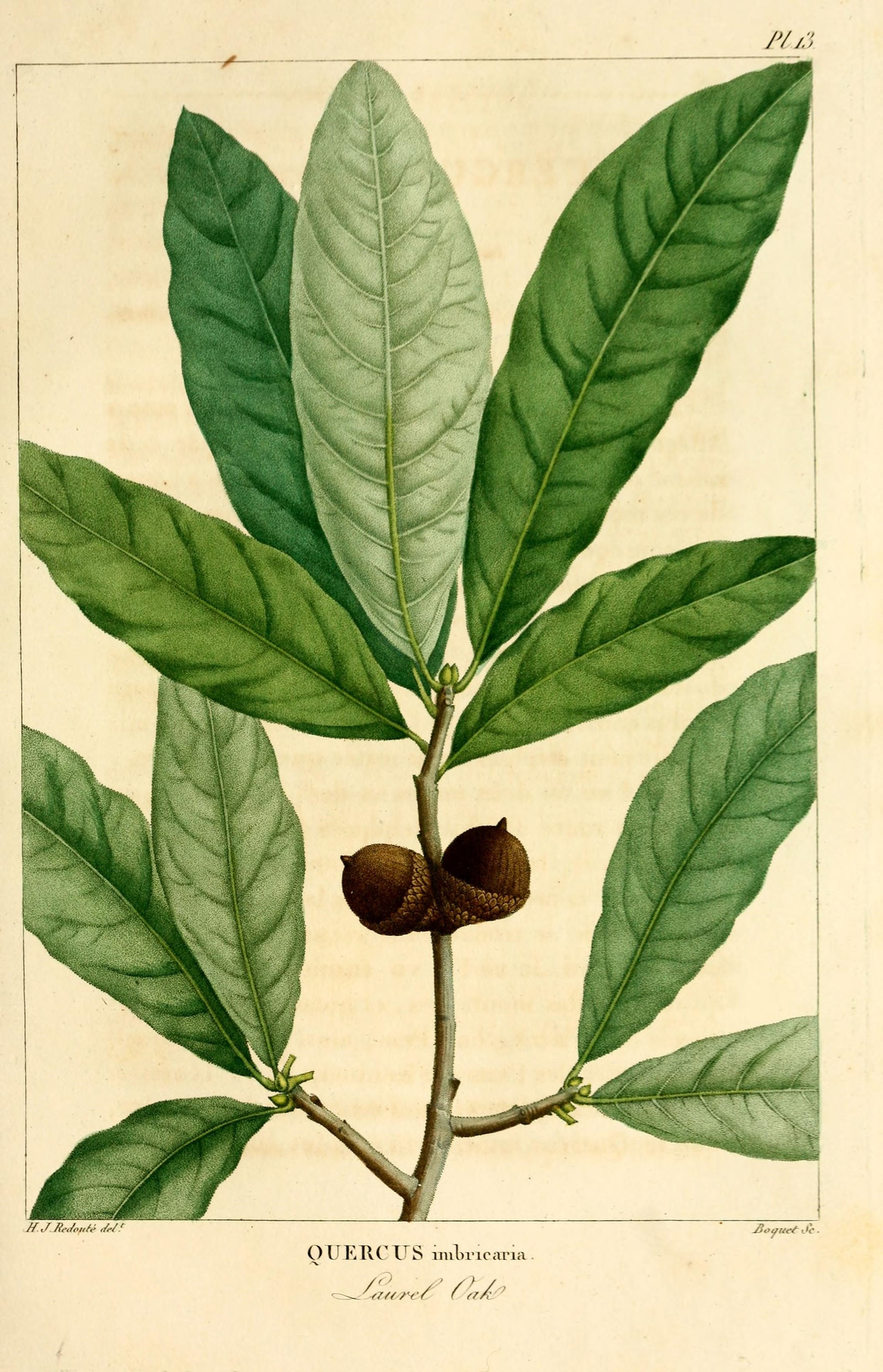
ілюстрація